# Éric Lombard
Éric Lombard (Boulogne-Billancourt, 16 de mayo de 1958) es un político francés.
Es un empresario y político francés que se desempeñó como Ministro de Economía y Finanzas en el gobierno del Primer Ministro François Bayrou desde 2024. De 2017 a 2024, fue Director Ejecutivo de la Caisse des dépôts et consignations.

## Biografía
Lombard se graduó en HEC Paris en 1981. Trabajó como consultor de Michel Sapin de 1991 a 1993, primero en el Ministerio de Justicia y luego en el Ministerio de Economía y Finanzas. También es miembro del Consejo de Administración (desde 2014) de Bpifrance.